# 鳴門市瀬戸中学校
鳴門市瀬戸中学校（なるとし せとちゅうがっこう）は、徳島県鳴門市瀬戸町堂浦にある公立中学校。

## 概要
鳴門市の北部に位置し、平成26年4月1日に旧瀬戸中学校と旧北灘中学校の統合により設立。本校が建つ小鳴門筋（堂浦地区）は、「テグス発祥の地」であり、地元の漁師によって全国にテグスが普及したという歴史を有する。

## 教育目標
めざす生徒像
「自ら学ぶ生徒」
めざす教職員像
「熱意と誠意ある教職員」

## 校訓
瀬戸の海の如
優しく
雄々しく
美しく　　　　　　　　　　　　　　　　　　　　　　　　　　　　　　　　　　　　　　　　　　

## 校歌
現瀬戸中学校校歌
- 作詞：山本哲生 / 作曲：浅野司朗

旧瀬戸中学校校歌
- 作詞：延地君男 / 作曲：小林光夫

## 部活動
- バレーボール（女）
- 卓球（男女）
- 柔道（男）
- 剣道(男)
- 吹奏楽(男女)
- 軟式野球(男)

## 関連学校
- 鳴門市明神小学校
- 鳴門市島田小学校 （休校）
- 鳴門市瀬戸小学校 （休校）
- 鳴門市北灘東小学校 （休校）
- 鳴門市北灘西小学校 （休校）

## 通学区域が隣接している学校
- 鳴門市鳴門中学校 （海を挟んで隣接。）
- 鳴門市第一中学校
- 鳴門市大麻中学校
- 板野町立板野中学校
- 香川県東かがわ市立引田中学校